# St. Petrus (Zwabitz)

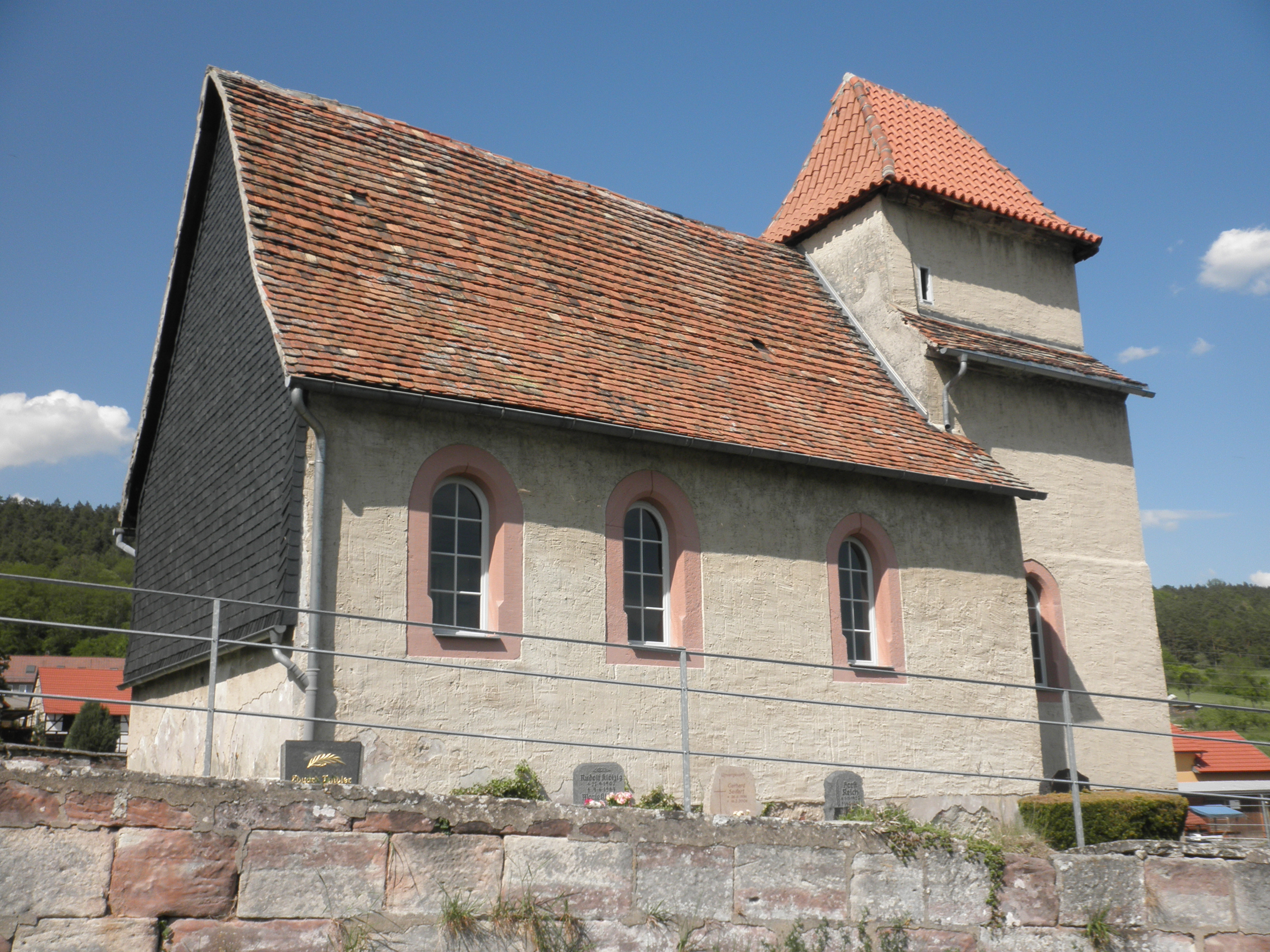
St. Petrus

Die Dorfkirche St. Petrus steht im Ortsteil Zwabitz der Gemeinde Bibra im Saale-Holzland-Kreis in Thüringen. Sie gehört zum Kirchengemeindeverband Reinstädt-Reinstädter Grund im Kirchenkreis Eisenberg der Evangelischen Kirche in Mitteldeutschland.

## Lage
Die Kirche befindet sich in der Ortsmitte.

## Geschichte
Die romanische Filialkirche von Gumperda wurde 1221 vom Bischof zu Havelberg dem Heiligen Petrus geweiht.

## Beschreibung
Das Dachwerk über dem Langhaus stammt aus dem Jahr 1393, das Walmdach des Turmes ist von 1616. Die spitzbogigen Fenster auf der Südseite werden dem 16. Jahrhundert zugeordnet. Der Altar trägt die Jahreszahl 1427. Das Abendmahlsgeschirr stammt aus dem späten 13. Jahrhundert.
1971/72 erhielt die Kirche ihr heutiges Aussehen. Der Kanzelaltar wurde ausgebaut und die Orgel aus dem Chorraum an die Westseite verlegt.

## Glocke
Besonderheit der Kirchenglocke sind ihre historisch wertvollen geritzten Inschriften. Sie zählt zu den ältesten Glocken in Thüringen und wurde am Ende des 13. Jahrhunderts aus Bronze gegossen. Charakteristisch ist ihre sechsschenkelige Glockenkrone mit der umlaufenden Inschrift Verbum caro factum est habitavit in nobis (nach Johannes 1,14 – auf Deutsch: Das Wort ward Fleisch und wohnte unter uns.).